# Jan Stefan Dębowski
Jan Stefan Dębowski (ur. 25 grudnia 1892 w Krakowie, zm. w kwietniu 1940 w Katyniu) – polski weterynarz, porucznik rezerwy lekarz weterynarii Wojska Polskiego, ofiara zbrodni katyńskiej.

## Życiorys
Syn Jana i Teresy z Karskich. Podczas I wojny światowej walczył w szeregach armii austriackiej na froncie rosyjskim i w Serbii, w wojnie 1918-1919 w Wojsku Polskim. Podczas wojny polsko-bolszewickiej w 3 Dywizjonie Artylerii Konnej, uczestniczył w obronie Lwowa, gen. Tadeusz Rozwadowski nadał mu odznakę pamiątkową "Orlęta". W 1922 został przeniesiony do rezerwy i przydzielony do Szpitala Koni nr. 8, w tym samym roku uzyskał dyplom ukończeni Akademii Medycyny Weterynaryjnej we Lwowie. Będąc porucznikiem rezerwy zamieszkał w Grybowie. Był powiatowym lekarzem weterynarii w Brzesku, pełnił również funkcję inspektora w krakowskim urzędzie wojewódzkim.
Zmobilizowany w sierpniu 1939 walczył w kampanii wrześniowej na froncie wschodnim, do niewoli sowieckiej dostał się prawdopodobnie pod Janowem Lubelskim. Osadzono go w obozie jenieckim w Kozielsku. W kwietniu 1940 został przewieziony do Katynia (lista wywózkowa z 1 kwietnia 1940) i tam zamordowany przez funkcjonariuszy NKWD. Pogrzebano go w bezimiennej mogile zbiorowej, gdzie od 28 lipca 2000 mieści się oficjalnie Polski Cmentarz Wojenny w Katyniu. W Lesie Katyńskim prowadzone były ekshumacje i prace archeologiczne. W 1943 jego ciało zostało zidentyfikowane w toku ekshumacji prowadzonych przez Niemców pod numerem 2077 – dosł. określony jako Dembowski Jan Stefan. Przy jego zwłokach znaleziono: leg. ofic. rez., medalion i kartę szczepień. Figuruje na liście Komisji Technicznej PCK pod numerem 02077.

### Życie prywatne
Był żonaty z Janina z Wajsów, z którą miał dwie córki: Krystynę i Irenę.

## Upamiętnienie
5 października 2007 minister obrony narodowej Aleksander Szczygło mianował go pośmiertnie na stopień kapitana. Awans został ogłoszony 9 listopada 2007 w Warszawie, w trakcie uroczystości „Katyń Pamiętamy – Uczcijmy Pamięć Bohaterów”.
3 maja 2014, na murze cmentarza parafialnego w Brzesku, zostały odsłonięte trzy tablice, z których jedna zawiera nazwiska mieszkańców gminy Brzesko, zamordowanych przez NKWD w 1940 na „Nieludzkiej ziemi", m.in. Jana Stefana Dębowskiego. 
13 kwietnia 2016, w ramach akcji „Katyń... pamiętamy” / „Katyń... Ocalić od zapomnienia”, w ogrodzie Pałacu Prezydenckiego został zasadzony Dąb Pamięci poświęconego wszystkim Ofiarom Zbrodni Katyńskiej, certyfikat z numerem 1.